# Харківський завод шампанських вин
ДП Харківський завод шампанських вин — був введений в експлуатацію в 1941 році і випускало «Советское шампанское» та інші бренди шампанського та ігристих вин. Підприємство розташоване у місті Харкові (вул. Лозівська, 20) Харківський завод шампанських вин (ХЗШВ), іменується в народі як «шампанка».

## Історія
Завод був введений в дію в 1941 році, незадовго до початку німецько-радянської війни. Під час Другої світової війни завод був зруйнований, але в 1943 році розпочалось його відбудова.

1951- рік на порозі змін - переобладнання заводу, виходить перша післявоєнна партія шампанського (з потужністю 1,5 млн. пляшок на рік).

1962 - році на заводі застосовується резервуарний спосіб виробництва шампанського.
Розробники цієї іновації Г. Г. Агабальянц і А. А. Мержаніан. 
Значна частина всіх шампанських  вин в світі, випускається саме таким резервуарним способом, найвідоміше, «Советское шампанское». Ця інновація дещо відрізнялася від пляшкового методу, оскільки дозволяла завершити весь виробничий цикл за коротший термін - два місяці, тоді як пляшковий спосіб вимагав трирічного терміну. 

1974 - році запроваджується лінія розливу та оформлення шампанського вина, (потужність збільшилася до 10 млн. пляшок на рік).

1980 - рік введення нового цеху з двох корпусів (адміністративного та виробничого), що дозволило збільшити продукцію до 3 млн. декалітрів на рік, асортимент - 60 найменувань.

1988 - році потужність збільшилася на 18 млн. пляшок на рік.

2007-2008 - це роки реконструкції цехів, впроваджується обробка холодом купажу шампанських виноматеріалів, яке дозволяє поліпшити якість шампанського.

Підприємство відповідає сучасним вимогам, технологічний процес виробництва вина стає повністю автоматизованим. Постачальниками шампанських виноматеріалів є південні області України, Крим, а також Одеська, Херсонська і Миколаївська області, і Республіка Молдова.

2007-2009 Худенко Олександр Вікторович був заступником, а потім директором підприємства «Харківський завод шампанських вин». 
2009-2014 - Раїн Юрій Іванович , в.о. директора, директор Державного підприємства «Харківський завод шампанських вин».
2015 - 15 червня було представлено нового директора Малиш Андрія Володимировича, головне завдання новопризначеного керівника це - відновити взаємозв'язок та зібрати документи для виведення заводу з банкрутства. .
2017 - керівник Гриценко Сергій Миколайович.
Харківський завод шампанських вин, неодноразово потрапляв в епіцентр скандалів. Порушено справу про банкрутство.

### Банкрутство
26 вересня 2023 року, згідно повідомлення на офіційному сайті Верховного Суду, Господарський суд Харківської області визнав державне підприємство “Харківський завод шампанських вин” — банкрутом. Провадження у справі про банкрутство заводу тривало понад 12 років. Його порушили ще у квітні 2011 року за заявою приватного підприємства, яке за цей час саме встигло збанкрутувати й було ліквідоване.

## Продукція, сировина
Продукція заводу це - шампанські та ігристі вина. Основною сировиною для виробництва шампанського є виноград. Шампанські вина виробляють з таких сортів винограду — шардоне, аліготе, піно, рислінг, совіньйон, трамінер та інші.

Фахівці  ХЗШВ розробляють та впроваджують  нові торгові марки шампанського вина. Заслужену популярність отримали: шампанське України «Амбер», «Харків Золоте», вино мускатне ігристе рожеве «Золотий вік» та вина  «Тріумфальний» і «Кримстар».
Панент на марку «Советского шампанского» в Україні мають два заводи - Київський та Харківський. Вся продукція заводу збувається через фірмові магазини які є у Харкові та області і через великий опт підприємств – у регіонах України, і інші країни як Росія, США, Китай.

## Нагороди та досягнення
Харківське шампанське відзначено 164 кубками і медалями. Відомий інститут International Finance and Economic Partnership (США) у 1995 році присудив Харківській шампанці  приз - «Факел Бірмінгема». Також завод відзначено і на міжнародному рівні – у конкурсі «Ялта. Золотий грифон» та неодноразово продукція здобувала найвищої нагороди - Гран-прі. 

Харківський завод шампанських вин здобував кращі результати на всеукраїнських та міжнародних конкурсах і виставках. Були представлені товари в номінації «Краща продукція Харківщини», «100 товарів України», «Кращий вітчизняний товар» та інші.